# Ouarastegouiak
Ouarastegouiak, jedno od ranih plemena konfederacije Abenaki čije se ime najbliže povezuje uz naziv mjesta Kaouaskagouche, koje se javlja i u obliku Vraskagache, a locira se blizu današnjeg Millbridgea u okrugu Washington, između zaljeva Harrington Bay, Narraguagus Bay i Pleasant Baya, u Maine. 
Naziv Ouarastegouiak, "those of the river whose bed contains sparkling objects," koristi Maurault, a Hodge ih identificira kao Malecite, plemenom koje je poglavito obitavalo u New Brunswicku duž rijeke St. John, prvih rođaka Passamaquoddyja. Chamberlain poznaje i naziv Wulastuk-wick (' dwellers on the beautiful river,') s kojim bi naziv Ouarastegouiak mogao biti u bliskoj vezi, odnosno da su varijante imena jedne iste grupe, i da su plemena Ouarastegouiak, Passamaquoddy i Malecite ostaci jednog starijeg naroda, onih čiji se potomci danas nazivaju Wolastoqiyik ili "Wulastegniak", "good river people." 

## Vanjske poveznice
- Kaouaskagouche  Arhivirana inačica izvorne stranice od 29. rujna 2005. (Wayback Machine)
- Wolastoqiyik  Arhivirana inačica izvorne stranice od 14. kolovoza 2007. (Wayback Machine)